# Ашильта
Ашильта́ (авар. Гӏашилтӏа) — село (аул) в Унцукульском районе Дагестана.
Образует сельское поселение село Ашильта как единственный населённый пункт в его составе.
Село расположено на правом берегу реки Андийское Койсу.

## Население
| 1888  | 1895  | 1926  | 1939  | 1970  | 1989  | 2002  |
| ----- | ----- | ----- | ----- | ----- | ----- | ----- |
| 444   | ↗478  | ↗586  | ↗736  | ↗812  | ↗1124 | ↗1861 |
| 2010  | 2012  | 2013  | 2014  | 2015  | 2016  | 2017  |
| ↗1983 | ↗1985 | ↗1986 | ↘1978 | ↗1994 | ↗2015 | ↗2026 |
| 2018  | 2019  | 2020  | 2021  | 2023  | 2024  | 2025  |
| ↗2052 | ↗2078 | ↗2094 | ↘1842 | ↗1871 | ↗1888 | ↗1905 |

## История
В 1838 и 1839 годах в Ашильте (откуда была родом его мать) и в близлежащем Ахульго проживал глава Северо-Кавказского Имамата Шамиль со своими мюридами. Он вынужден был покинуть Дагестан после штурма Ахульго русскими войсками.
К 2017 году в Ашильте по инициативе Рамазана Абдулатипова был построен мемориальный комплекс «Ахульго», стилизованный под 17-метровую аварскую сигнальную башню. В выставочном зале представлены портреты основных военачальников Кавказской войны и современная репродукция панорамы «Штурм аула Ахульго».